# Ескуинтла (департамент)
Ескуинтла (на испански: Escuintla) е един от двадесет и двата департамента на Гватемала. Столица на департамента е едноименния град Ескуинтла. Населението е 775 700 жители (по изчисления от юни 2016 г.), а общата му площ е 4384 км².

## Общини
Ескуинтла е разделен на 13 общини някои от които са:
1. Гуанагасапа
2. Ескуинтла
3. Истапа
4. Ла Гомера
5. Масагуа
6. Нуева Консепсион
7. Палин
8. Сан Хосе